# Kwas molibdenowy
Kwas molibdenowy, nazwa Stocka: kwas molibdenowy(VI), H
2MoO
4 – nieorganiczny związek chemiczny z grupy kwasów tlenowych zawierający molibden na VI stopniu utlenienia.